# Komenda Rejonu Uzupełnień Kościerzyna

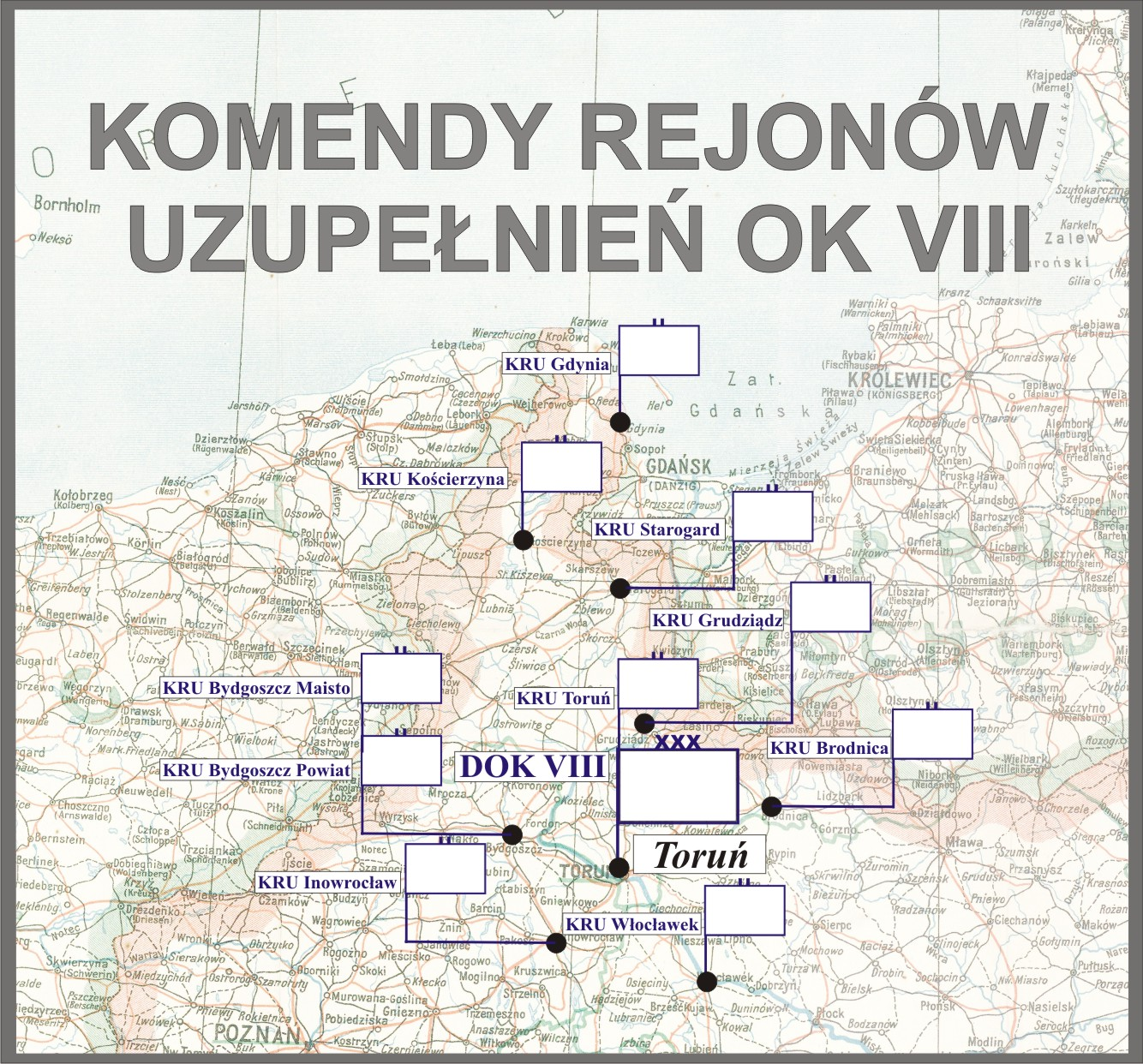
Komendy rejonów uzupełnień OK VIII

Komenda Rejonu Uzupełnień Kościerzyna (KRU Kościerzyna) – organ wojskowy właściwy w sprawach uzupełnień Sił Zbrojnych II Rzeczypospolitej i administracji rezerw w powierzonym mu rejonie.

## Historia komendy
W marcu 1930 roku PKU Kościerzyna była nadal podporządkowana Dowództwu Okręgu Korpusu Nr VIII w Toruniu i administrowała powiatami: kościerskim, kartuskim i morskim.
Jesienią 1930 roku została utworzona PKU Gdynia, której podporządkowano powiat morski. W grudniu tego roku komenda posiadała skład osobowy typ IV.
1 lipca 1938 roku weszła w życie nowa organizacja służby uzupełnień, zgodnie z którą dotychczasowa PKU Kościerzyna została przemianowana na Komendę Rejonu Uzupełnień Kościerzyna przy czym nazwa ta zaczęła obowiązywać 1 września 1938 roku, z chwilą wejścia w życie ustawy z dnia 9 kwietnia 1938 roku o powszechnym obowiązku wojskowym. Obok wspomnianej ustawy i rozporządzeń wykonawczych do niej, działalność KRU Kościerzyna normowały przepisy służbowe MSWojsk. D.D.O. L. 500/Org. Tjn. Organizacja służby uzupełnień na stopie pokojowej z 13 czerwca 1938 roku. Zgodnie z tymi przepisami komenda rejonu uzupełnień była organem wykonawczym służby uzupełnień .
Komendant rejonu uzupełnień w sprawach dotyczących uzupełnień Sił Zbrojnych i administracji rezerw podlegał bezpośrednio dowódcy Okręgu Korpusu Nr VIII, który był okręgowym organem kierowniczym służby uzupełnień. Rejon uzupełnień obejmował powiat kościerski, natomiast powiat kartuski został włączony do KRU Gdynia.

## Obsada personalna
Poniżej przedstawiono wykaz oficerów zajmujących stanowisko komendanta Powiatowej Komendy Uzupełnień i komendanta rejonu uzupełnień oraz wykaz osób funkcyjnych (oficerów i urzędników wojskowych) pełniących służbę w PKU i KRU Kościerzyna, z uwzględnieniem najważniejszych zmian organizacyjnych przeprowadzonych w 1926 i 1938 roku.
| Komendanci                          | Komendanci              | Komendanci                        |
| ----------------------------------- | ----------------------- | --------------------------------- |
| Stopień, imię i nazwisko            | Okres pełnienia funkcji | Kolejne stanowisko (dalsze losy)  |
| ppłk piech. Mieczysław Łobodziński  | od 12 XI 1919           |                                   |
| ppłk piech. Kazimierz Chrzczonowicz | 24 III 1921 – II 1927   | stan spoczynku z dniem 30 IV 1927 |
| mjr piech. Aleksander Komar         | II 1927 – IX 1930       | komendant PKU Nowogródek          |
| ppłk piech. Jan Prokop              | XI 1930 – III 1934      | dyspozycja dowódcy OK VIII        |
| mjr piech. Roch Stebnowski          | VI 1934 – 1939          |                                   |

| Obsada pozostałych stanowisk funkcyjnych PKU w latach 1921–1925 | Obsada pozostałych stanowisk funkcyjnych PKU w latach 1921–1925 | Obsada pozostałych stanowisk funkcyjnych PKU w latach 1921–1925 | Obsada pozostałych stanowisk funkcyjnych PKU w latach 1921–1925 |
| --------------------------------------------------------------- | --------------------------------------------------------------- | --------------------------------------------------------------- | --------------------------------------------------------------- |
| I referent                                                      | urzędnik wojsk. X rangi Wiktor Berger                           | do VII 1923                                                     | OE Wejherowo                                                    |
| I referent                                                      | kpt. piech. Paweł Filar                                         | VII 1923 – IV 1924                                              | I referent PKU Lubicz                                           |
| I referent                                                      | kpt. tab. Czesław Sław-Góralik                                  | IV 1924 – II 1926                                               | kierownik I referatu PKU Lubicz                                 |
| II referent                                                     | urzędnik wojsk. X rangi Aleksander Pukacz                       | do XII 1923                                                     | OE Kościerzyna                                                  |
| II referent                                                     | ppor. piech. / por. kanc. Alojzy Kucharski                      | od XII 1923                                                     |                                                                 |
| referent inwalidzki                                             | urzędnik wojsk. XI rangi / por. kanc. Andrzej Machowski         | 1923 – II 1926                                                  | referent inwalidzki                                             |
| oficer instrukcyjny                                             | por. piech. Jan Klepka                                          | do II 1924                                                      | 66 pp                                                           |
| oficer instrukcyjny                                             | por. / kpt. piech. Jan Wandtke                                  | II 1924 – III 1926                                              | 66 pp                                                           |
| oficer ewidencyjny na powiat kartuski                           | urzędnik wojsk. X rangi / por. kanc. Michał Mostek              | (1923 – 1924)                                                   |                                                                 |
| oficer ewidencyjny na powiat kościerski                         | urzędnik wojsk. X rangi Jan Żarnowski                           | 7 V – XII 1923                                                  | OE Starogard PKU Starogard                                      |
| oficer ewidencyjny na powiat kościerski                         | urzędnik wojsk. X rangi / por. kanc. Aleksander Pukacz          | od XII 1923                                                     |                                                                 |
| oficer ewidencyjny na powiat pucki                              | urzędnik wojsk. XI rangi / por. kanc. Stanisław Łania           | 7 V 1923 – IV 1924                                              | PKU Królewska Huta                                              |
| oficer ewidencyjny na powiat pucki                              | por. piech. Lucjan Berg                                         | od IX 1924                                                      |                                                                 |
| oficer ewidencyjny na powiat wejherowski                        | urzędnik wojsk. X rangi / por. kanc. Wiktor Berger              | od VII 1923                                                     |                                                                 |
| Obsada pozostałych stanowisk funkcyjnych PKU w latach 1926–1938 |                                                                 |                                                                 |                                                                 |
| kierownik I referatu administracji rezerw i zastępca komendanta | mjr art. Józef I Kozłowski                                      | II 1926 – II 1927                                               | komendant PKU Grudziądz                                         |
| kierownik I referatu administracji rezerw i zastępca komendanta | kpt. kanc. Romuald Łobarzewski                                  | IV 1928 – IX 1930                                               | DOK VIII                                                        |
| kierownik I referatu administracji rezerw i zastępca komendanta | kpt. kanc. Stanisław VI Dąbrowski                               | IX 1930 – VIII 1931                                             | kierownik I referatu PKU Toruń                                  |
| kierownik I referatu administracji rezerw i zastępca komendanta | kpt. piech. Marian Garbiak                                      | VIII 1931 – 31 VII 1933                                         | stan spoczynku                                                  |
| kierownik I referatu administracji rezerw i zastępca komendanta | kpt. piech. Karol Piotr Marks                                   | VIII 1933 – VI 1938                                             | kierownik I referatu KRU                                        |
| kierownik II referatu poborowego                                | por. kanc. Aleksander Pukacz                                    | II 1926 – ?                                                     | stan spoczynku                                                  |
| kierownik II referatu poborowego                                | kpt. piech. Aleksander Sturomski                                | IX 1927 – 30 IX 1928                                            | stan spoczynku                                                  |
| kierownik II referatu poborowego                                | por. piech. Eugeniusz Serwiljan Borg                            | IX 1930 – 15 VII 1932                                           | 65 pp                                                           |
| kierownik II referatu poborowego                                | kpt. piech. Władysław Franciszek Leśniak                        | 1932 – VI 1938                                                  | kierownik II referatu KRU                                       |
| referent                                                        | por. kanc. Wiktor Berger                                        | II 1926 – ?                                                     | stan spoczynku                                                  |
| referent                                                        | por. piech. Eugeniusz Serwiljan Borg                            | do IX 1930                                                      | kierownik II referatu                                           |
| referent inwalidzki                                             | por. kanc. Andrzej Tomasz Machowski                             | II 1926 –                                                       |                                                                 |
| Obsada pozostałych stanowisk funkcyjnych KRU w latach 1938–1939 |                                                                 |                                                                 |                                                                 |
| kierownik I referatu ewidencji                                  | kpt. adm. (piech.) Karol Piotr Marks                            | 1938 – 1939                                                     |                                                                 |
| kierownik II referatu uzupełnień                                | kpt. adm. (piech.) Władysław Franciszek Leśniak                 | 1938 – 1939                                                     |                                                                 |